# Langenberg (Ottobeuren)
Langenberg ist ein Gemeindeteil des oberschwäbischen Marktes Ottobeuren im Landkreis Unterallgäu.

## Geografie
Das Dorf Langenberg liegt etwa drei Kilometer nordöstlich von Ottobeuren und ist über die Staatsstraße 2011 mit dem Hauptort verbunden.

## Geschichte
Langenberg wurde erstmals 1443 erwähnt. Das Kloster Ottobeuren war zu dieser Zeit bereits dort begütert. Im Jahre 1544 mussten die sechs im Ort lebenden Bauern an das Kloster 11,5 Malter Korn abliefern. Von den 76 Einwohnern im Jahre 1564 waren 54 Untertanen des Klosters. 1811 hatte der Ort acht Anwesen mit zehn Feuerstätten und 58 Einwohnern. Die Bevölkerungszahl stieg bis 1970 auf 76 an. Langenberg gehörte zur Gemeinde Guggenberg und wurde mit dieser am 1. Januar 1972 in den Markt Ottobeuren eingegliedert.